# 刘淑青
刘淑青（1974年11月—），女，中华人民共和国企业家。

## 生平
2004年1月至2007年7月，任天津融创置地有限公司财务经理；2007年8月至2010年10月，任融创中国控股有限公司财务管理中心内控总监，2010年11月起至今，任融创中国控股有限公司风险管控中心高级总经理。2017年1月，因融创中国入股乐视网成为第二大股东，刘淑青担任乐视网上市公司的董事;2019年5月，辞去公司董事长、董事职务。